# Червените скали на запад
Червените скали на запад (на английски: Red Rock West) е филмов криминален трилър от 1993 година, режисиран от Джон Дал с участието на Лара Флин Бойл, Никълъс Кейдж и Денис Хопър.
Филмът, по сценарий на братята Дал, е издържан в типичната стилистика на жанра нео-филм ноар. Творбата разказва историята на освободения от флотата – морски пехотинец Майкъл Уилямс (Кейдж), който скитайки се с колата си по пътищата на южните щати, в търсене на някаква работа, попада в градчето Ред Рок Уест. Там вследствие на поредица случайни съвпадения, той се забърква неволно в заплетена криминална интрига.
Попадайки в групата на т.нар. „независимо кино“, филмът е приет с положителни отзиви от филмовите критици и е показан с успех в програмата на поредица филмови фестивали. В ревюто си за вестник Вашингтон Поуст, Ричард Харингтън го възхвалява наричайки го „...съкровище, чакащо да бъде открито.“

## В ролите
| Актьор         | Роля                       |
| -------------- | -------------------------- |
| Никълъс Кейдж  | Майкъл Уилямс              |
| Лара Флин Бойл | Сюзън Браун / Ан Маккорд   |
| Денис Хопър    | Лайл                       |
| Дж. Т. Уолш    | Уейн Браун / Кевин Маккорд |
| Тимъти Кархарт | полицай Мат Грейтак        |
| Робърт Ейпъл   | Хауърд                     |
| Робърт Гуардо  | докторът                   |
| Дан Шор        | полицай Ръс Боумън         |
| Дуайт Йоаким   | шофьорът на камиона        |

## Награди и Номинации
| Награди                 | Награди                       | Награди            | Награди   |
| Награда                 | Категория                     | Име                | Резултат  |
| ----------------------- | ----------------------------- | ------------------ | --------- |
| Награди „Сатурн“        | Най-добър филм                |                    | номинация |
| Награди „Независим Дух“ | Най-добър режисьор            | Джон Дал           | номинация |
| Награди „Независим Дух“ | Най-добър оригинален сценарий | Джон Дал и Рик Дал | номинация |